# Guiricema
Guiricema är en kommun i Brasilien.   Den ligger i delstaten Minas Gerais, i den sydöstra delen av landet, 800 km sydost om huvudstaden Brasília. Antalet invånare är 8 697.
Omgivningarna runt Guiricema är huvudsakligen savann. Runt Guiricema är det ganska glesbefolkat, med 34 invånare per kvadratkilometer.